# Países Bajos en los Juegos Olímpicos de Helsinki 1952
Los Países Bajos estuvieron representados en los Juegos Olímpicos de Helsinki 1952 por un total de 104 deportistas que compitieron en 14 deportes.  
El portador de la bandera en la ceremonia de apertura fue el empresario Simon de Wit.

## Medallistas
El equipo olímpico neerlandés obtuvo las siguientes medallas:
| Nombre                                                                                   | Deporte             | Competición       |
| ---------------------------------------------------------------------------------------- | ------------------- | ----------------- |
| Oro                                                                                      |                     |                   |
| —                                                                                        |                     |                   |
| Plata                                                                                    |                     |                   |
| Bertha Brouwer                                                                           | Atletismo           | 200 m F           |
| Equipo                                                                                   | Hockey sobre hierba | Torneo M          |
| Hannie Termeulen                                                                         | Natación            | 100 m libre F     |
| Geertje Wielema                                                                          | Natación            | 100 m espalda F   |
| Irma Heijting-Schuhmacher Hannie Termeulen Marie-Louise Linssen-Vaessen Koosje van Voorn | Natación            | 4 × 100 m libre F |
| Bronce                                                                                   |                     |                   |
| —                                                                                        |                     |                   |